# Kara Sevda
Kara Sevda (No Brasil recebeu o nome "Amor Sem Fim") é uma telenovela turca, produzida pela Ay Yapım e exibida pelo Kanal D, entre 14 de outubro de 2015 a 21 de junho de 2017, em 74 episódios, com direção de Hilal Saral. A produção entrou na história da televisão turca por ser a primeira telenovela do país a conquistar um prêmio Emmy. Conta com as participações de Burak Özçivit, Neslihan Atagül, Melisa Asli Pamuk e Kaan Urgancıoğlu.
Kara Sevda recebeu o prêmio especial do júri no Seoul International Drama Awards, na Coreia, onde o diretor Hilal Saral e Burak Özçivit, um dos atores principais, viajaram para receber o prêmio.
Segundo Can Okan, fundador e CEO da Inter Medya, distribuidora internacional da série, "palavras são inúteis quando se fala do sucesso de Kara Sevda". O romance se tornou a série turca mais assistida do mundo, sendo transmitido em mais de 110 países com públicos de sucesso e foi traduzido para mais de 50 idiomas. Alguns países onde foi transmitido são Turquia, Rússia, Grécia, Hungria, Marrocos, França, Sérvia, Romênia, Alemanha, Iraque, Eslováquia, Ucrânia, Albânia, Espanha, Irã, México, Bolívia, Panamá, Uruguai, Eslovênia, Paraguai, entre outros.
Em sua veiculação nos Estados Unidos pela Univision, tornou-se a novela estrangeira mais assistida em toda a história do país e a série turca de maior audiência, superando seus principais concorrentes. A história de amor continua sendo a ficção mais assistida no horário nobre hispânico, com mais de 2 milhões de espectadores todos os dias e quase 4 milhões no episódio final, algo que nenhuma outra série conseguiu. Atualmente, Kara Sevda continua sendo a série turca mais assistida nos Estados Unidos.
O sucesso da série foi tão grande que no Museu de Cera do "Parque da Cidade de Tashkent", no Uzbequistão, duas figuras de Kemal e Nihan são exibidas, os protagonistas da série, na parte dedicada a Istambul.
O canal de YouTube de Kara Sevda acumula quase 3.000.000.000 milhões de visualizações, sendo uma das séries turcas mais vistas nesta plataforma.

## Sinopse
Kemal (Burak Özçivit) é um dos três filhos de uma família de classe média e vive em um dos bairros humildes de Istambul. Sua única meta na vida é poder sobreviver e alcançar algumas comodidades. Em seu último ano da faculdade de Engenharia de Minas, não tem muitos sonhos e procura não acreditar em milagres, sobretudo nos relacionados ao amor.
Já Nihan (Neslihan Atagül) é uma jovem de família rica, mas à beira da falência, que, apesar de morar em uma região nobre da cidade, não se importa com os bens materiais e vive distante de seu próprio mundo. Inteligente e sensata, não gosta de ter que viver sob a pressão da alta sociedade.
A monótona vida de Kemal é colocada em prova no dia em que estes dois jovens se cruzam de maneira insólita dentro de um ônibus e depois desse encontro o mundo de Kemal dá um giro inesperado, pois a atração entre eles é imediata e, de maneira quase impossível, o casal dá um jeito de superar suas diferenças e permanecer junto, mas o destino tem outros planos para ele.
Kemal tem que deixar Istambul para trabalhar em uma mina e aceita que Nihan e ele pertencem a dois mundos muito diferentes. Junto com esta grande lição de vida, enterra suas dores e se muda para Zonguldaque, sem saber que Nihan guarda um segredo que necessitava contar.
Pouco tempo depois da separação, Nihan se casa obrigada com Emir (Kaan Urgancıoğlu), um rico empresário, que vive apaixonado por ela desde a infância. Mesmo que para todos o casamento pareça perfeito, para Nihan não existe amor maior do que o de Kemal, que se dedica apenas ao trabalho dia após dia.
Entretanto, cinco anos mais tarde, um acidente inesperado nas minas marca o início de um novo caminho em sua vida: Kemal decide voltar a Istambul para enfrentar o passado. Completamente mudado, se empenha em enfrentar Nihan, Emir e tudo o que deixou para trás, para finalmente viver o que deixou por concluir.

## Elenco
- Burak Özçivit como Kemal Soydere
- Neslihan Atagül Doğulu como Nihan Sezin Kozcuoğlu/Nihan Sezin Soydere
- Kaan Urgancıoğlu como Emir Kozcuoğlu
- Kürşat Alnıaçık como Önder Sezin
- Zerrin Tekindor como Leyla Acemzade Kandarli
- Burak Sergen como Galip Kozcuoğlu
- Orhan Güner como Hüseyin Soydere
- Zeyno Eracar como Fehime Soydere
- Melisa Aslı Pamuk como Asu Alacahan Kozcuoğlu/Asu Alacahan Soydere
- Neşe Baykent como Vildan Acemzade Sezin
- Rüzgar Aksoy como Tarık Soydere
- Barış Alpaykut como Ozan Sezin
- Uğur Aslan como Zehir
- Hazal Filiz Küçükköse como Zeynep Soydere Sezin/Zeynep Soydere Kozcuoğlu
- Gökay Müftüoğlu como Salih
- Ali Burak Ceylan como Tufan Kaner
- Çağla Demir como Banu Akmeriç Soydere
- Nihan Aşıcı como Yasemin
- Metin Coşkun como Hakkı Alacahan
- Kerem Alışık como Ayhan Kandarlı
- Gizem Karaca Ekmekci como Mercan
- Elif Özkul como Sema
- Arven Beren como Deniz Kozcuoğlu/Deniz Soydere
- Ece Mudessiroğlu como Zehra Tozkan

## Temporadas
A produção também foi dividida em duas temporadas, com a primeira sendo exibida de outubro de 2015 a junho de 2016, e a segunda temporada transmitida de setembro de 2016 a junho deste 2017.
| Temporada | Temporada | Total de episódios | Episódios | Transmissão original   | Transmissão original |
| Temporada | Temporada | Total de episódios | Episódios | Inicio                 | Final                |
| --------- | --------- | ------------------ | --------- | ---------------------- | -------------------- |
|           | 1         | 35                 | 1 - 35    | 14 de outubro de 2015  | 15 de junho de 2016  |
|           | 2         | 39                 | 36 - 74   | 21 de setembro de 2016 | 21 de junho de 2017  |

## Transmissão em outros países
A trama turca foi exibida em Angola e Moçambique pelo canal de televisão por assinatura Zap Novelas entre 4 de janeiro a 4 de dezembro de 2018, em 239 capítulos, substituindo Sol de Inverno e sendo substituída por Maria Madalena.

### Exibição no Brasil
A telenovela foi disponibilizada no catálogo do streaming anteriormente designado como HBO MAX em 26 de setembro de 2022. Ela foi reeditada em capítulos mais curtos, totalizando 114 na versão internacional.
Foi exibida pelo canal à cabo TNT Novelas entre 26 de junho à 01 de dezembro de 2023, em 114 capítulos, sendo substituída por A Agência.
Foi reprisada pelo mesmo canal entre 03 de julho de 2023 e 17 de junho de 2024, sendo exibida somente nas segundas às 04h00 da manhã e sendo substituída também por A Agência.

## Prêmios e nomeações
Kara Sevda tornou-se a primeira produção da Turquia a conquistar um prêmio Emmy, e também a primeira do país a concorrer na categoria Telenovela. O êxito da produção, inclusive, rendeu ao ator Kaan Urgancıoğlu, um papel na série Tom Clancy's Jack Ryan, que será lançada pela Amazon Video em 2018.
| Ano  | Premios                                                       | Categoria                       | Nominado(a)            | Resultado | Ref.   |
| ---- | ------------------------------------------------------------- | ------------------------------- | ---------------------- | --------- | ------ |
| 2015 | 4º Bilkent Television Awards                                  | Melhor ator de drama            | Burak Özçivit          | Venceu    |        |
| 2015 | Ayaklı Newspaper Awards                                       | Melhor Ator em Série Dramática  | Burak Özçivit          | Venceu    |        |
| 2015 | Ayaklı Newspaper Awards                                       | Melhor Atriz em Série Dramática | Neslihan Atagül Dogulu | Venceu    |        |
| 2015 | Ayaklı Newspaper Awards                                       | Melhor Ator coadjuvante         | Kaan Urgancıoğlu       | Venceu    |        |
| 2015 | Ayaklı Newspaper Awards                                       | Melhor atriz coadjuvante        | Zerrin Tekindor        | Venceu    |        |
| 2016 | Prêmios Altın Kelebek                                         | Melhor série                    | Kara Sevda             | Indicado  | [ 17 ] |
| 2016 | Prêmios Altın Kelebek                                         | Melhor atriz de drama           | Neslihan Atagül Doğulu | Indicado  | [ 17 ] |
| 2016 | Prêmios Altın Kelebek                                         | Melhor ator de drama            | Burak Özçivit          | Indicado  | [ 17 ] |
| 2016 | Prêmios Altın Kelebek                                         | Melhor diretor(a)               | Hilal Saral            | Indicado  | [ 17 ] |
| 2016 | Prêmios Altın Kelebek                                         | Melhor casal                    | Kemal e Nihan          | Indicado  | [ 17 ] |
| 2016 | Prêmios Altın Kelebek                                         | Melhor Jovem Atriz              | Melisa Asli Pamuk      | Venceu    |        |
| 2016 | Conferência Internacional sobre Segurança e Saúde Ocupacional | Prêmio especial                 | Kara Sevda             | Venceu    |        |
| 2016 | KKTC Magazine Gazeteciler                                     | Melhor atriz coadjuvante        | Hazal Filiz Küçükköse  | Venceu    | [ 18 ] |
| 2016 | 6º Ayaklı Gazete TV Stars Awards                              | Melhor Atriz em Drama           | Neslihan Atagül Dogulu | Indicado  |        |
| 2016 | KTÜ Media Awards                                              | Atriz com melhor classificação  | Neslihan Atagül Dogulu | Indicado  |        |
| 2016 | Müzikonair Awards                                             | Melhor atriz                    | Neslihan Atagül Dogulu | Venceu    |        |
| 2016 | Ege University 5th Media Awards                               | Melhor atriz                    | Neslihan Atagül Dogulu | Indicado  |        |
| 2016 | Ege University 5th Media Awards                               | Melhor ator                     | Burak Özçivit          | Indicado  |        |
| 2016 | Golden Object Awards                                          | Melhor atriz coadjuvante        | Hazal Filiz Küçükköse  | Venceu    |        |
| 2016 | Golden Object Awards                                          | Melhor atriz                    | Neslihan Atagül Dogulu | Venceu    |        |
| 2016 | 16º Magazinci.com Internet Media (melhor)                     | Desempenho televisivo do ano    | Burak Özçivit          | Venceu    | [ 19 ] |
| 2016 | 16º Magazinci.com Internet Media (melhor)                     | Série do ano                    | Kara Sevda             | Venceu    | [ 19 ] |
| 2016 | 16º Magazinci.com Internet Media (melhor)                     | Melhor atriz                    | Neslihan Atagül Dogulu | Venceu    | [ 19 ] |
| 2016 | Seoul International Drama Awards                              | Melhor atriz                    | Neslihan Atagül Dogulu | Indicado  |        |
| 2016 | Seoul International Drama Awards                              | Prêmio especial do júri         | Kara Sevda             | Venceu    |        |
| 2017 | Emmy Internacional                                            | Melhor Telenovela               | Kara Sevda             | Venceu    | [ 20 ] |
| 2017 | Prêmios Altın Kelebek                                         | Melhor ator                     | Burak Özçivit          | Indicado  |        |
| 2017 | Prêmios Altın Kelebek                                         | Best Series Music               | Toygar Işıklı          | Indicado  |        |
| 2017 | Prêmios Altın Kelebek                                         | Melhor Jovem Atriz              | Hazal Filiz Küçükköse  | Venceu    |        |
| 2017 | Bilkent TV Awards                                             | Melhor atriz                    | Neslihan Atagül Dogulu | Indicado  |        |
| 2017 | Turkish Children's Awards                                     | Melhor atriz                    | Neslihan Atagül Dogulu | Indicado  |        |
| 2017 | Magazinci.com Internet Media Magazine Oscars Awards           | Melhor Atriz Coadjuvante do Ano | Zerrin Tekindor        | Venceu    |        |
| 2017 | Ayaklı Newspaper Awards                                       | Melhor Atriz Coadjuvante do Ano | Melisa Asli Pamuk      | Venceu    | [ 21 ] |
|      |                                                               |                                 |                        |           |        |